# King's College Hospital
King's College Hospital est un hôpital universitaire et centre de traumatologie majeur à Denmark Hill, Camberwell dans le Borough londonien de Lambeth, appelé parfois simplement King's ou abrégé KCH. Il est géré par le King's College Hospital NHS Foundation Trust. Il dessert une population de 700 000 habitants dans les arrondissements londoniens de Southwark et Lambeth, et sert également de centre de référence dans certaines spécialités pour des millions de personnes dans le sud de l'Angleterre. Ce grand hôpital universitaire est, avec le Guy's Hospital et le St. Thomas' Hospital, l'emplacement de la King's College London School of Medicine et l'une des institutions qui composent le King's Health Partners, un centre universitaire des sciences de la santé. Le directeur général est le Dr Clive Kay. C'est aussi le lieu de naissance de la reine Camilla.

## Histoire

### Les débuts auXIXesiècle

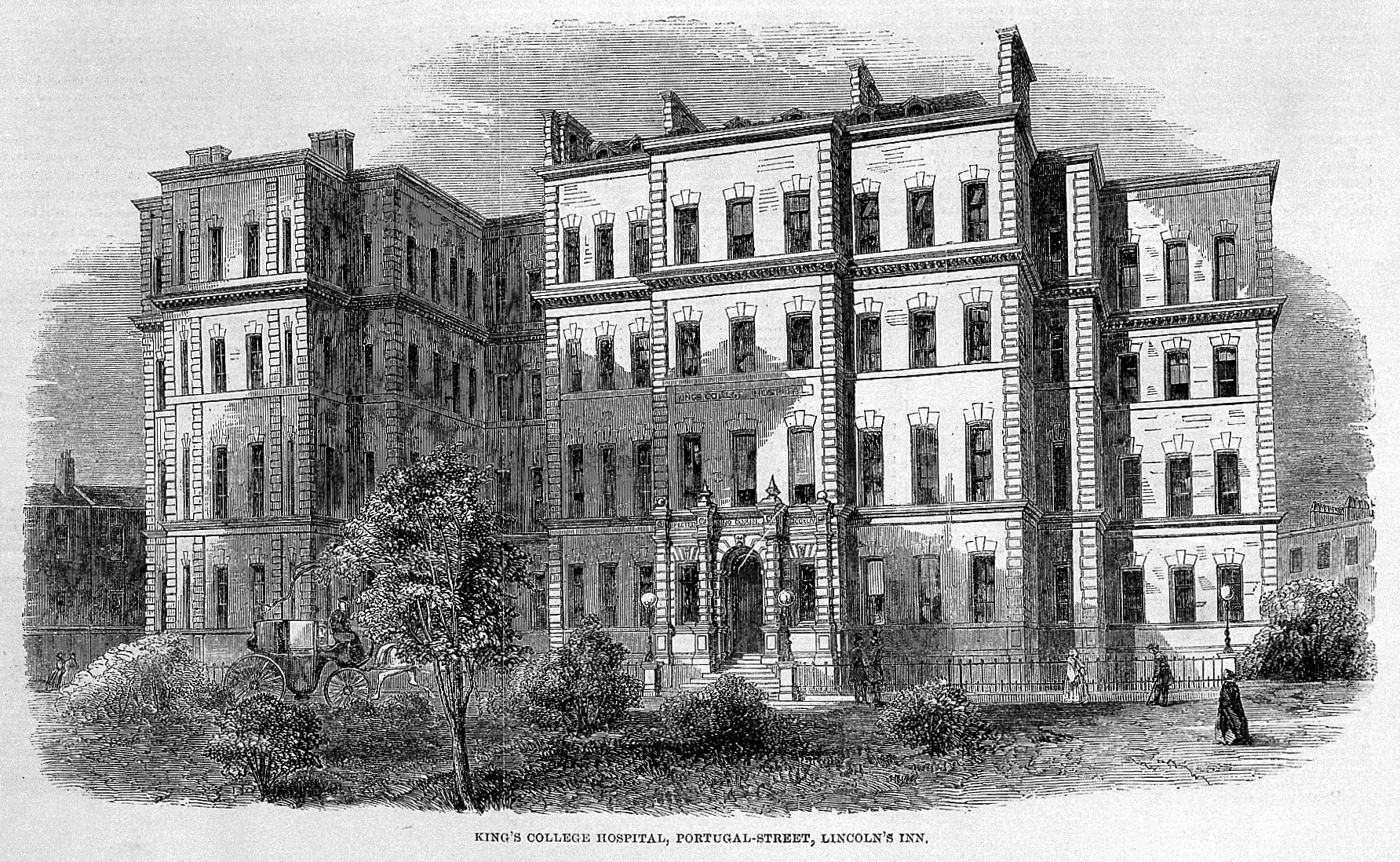
King's College Hospital à Portugal Street, Lincoln Inn Fields dans les années 1840.

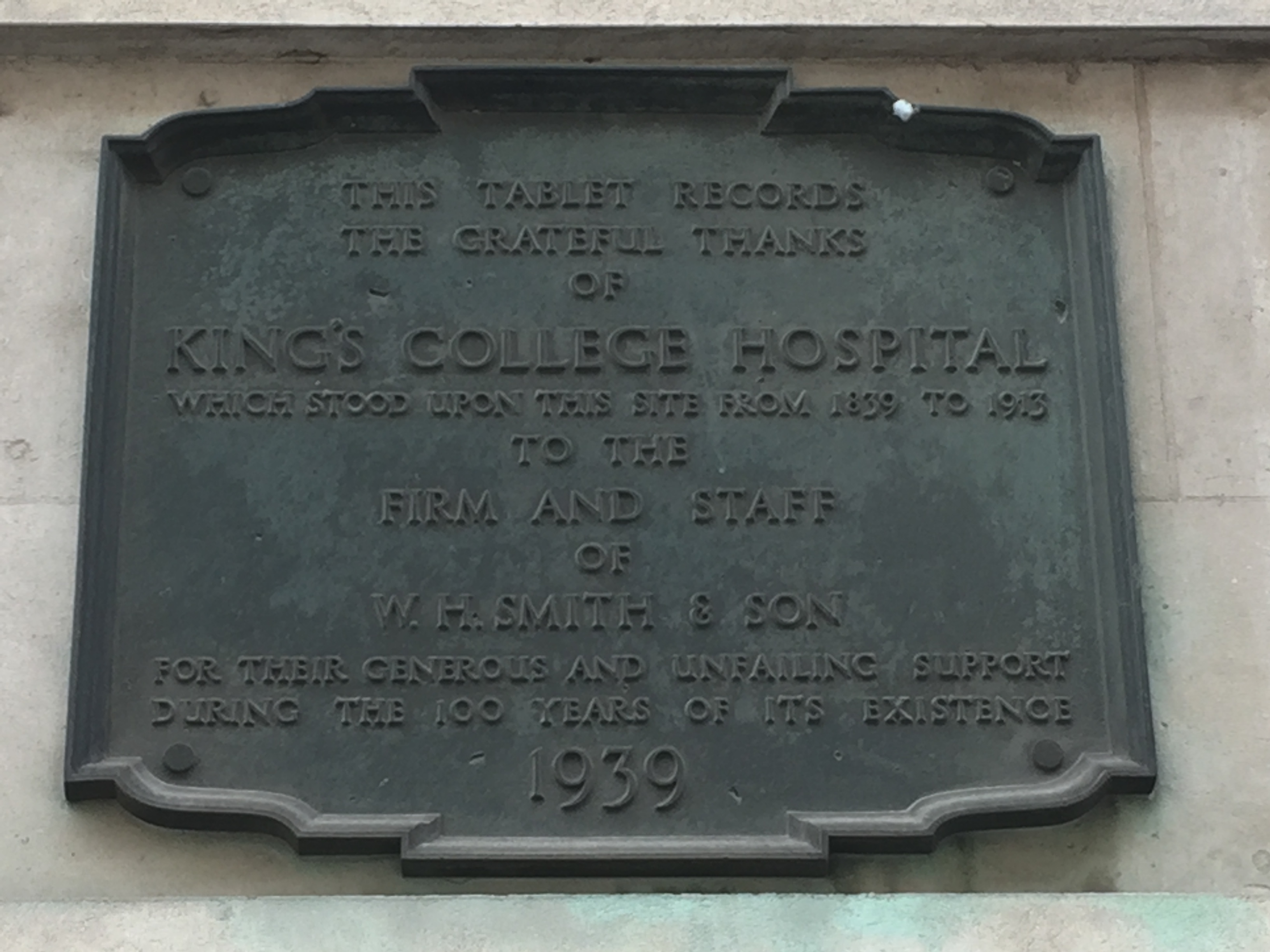
Plaque marquant l'endroit où se trouvait autrefois le King's College Hospital, maintenant sur le terrain de la LSE.

King's ouvre en 1840 dans l'atelier désaffecté de St Clement Danes dans Portugal Street, à proximité de Lincoln's Inn Fields et du King's College de Londres lui-même. Il est utilisé comme centre de formation pour que les étudiants en médecine du King's College pratiquent et reçoivent des instructions des professeurs du collège. La zone environnante est composée de bidonvilles surpeuplés, caractérisés par la pauvreté et la maladie. Deux ans après son ouverture, l'hôpital traite 1 290 patients hospitalisés dans 120 lits, deux patients partageant un lit, ce qui n'est pas inhabituel. L'entrepreneur principal du nouvel hôpital est Lucas Brothers. C'est l'un des premiers hôpitaux à former des infirmières, en 1856.
Pionnier de la chirurgie aseptique, Joseph Lister effectue la première intervention chirurgicale élective majeure dans des conditions antiseptiques strictes en 1877. Il contribue à ce que l'hôpital dispose d'un bloc opératoire comparable aux meilleurs d'Europe.

### Évolution dans la première moitié duXXesiècle
Dans les premières années du XXe siècle, les changements démographiques amènent une diminution du nombre de patients nécessitant un traitement dans le centre de Londres, et une augmentation des patients venant de plus loin, notamment Camberwell, Peckham et Brixton, qui sont alors des banlieues à la périphérie de Londres. À la suite d'une loi du Parlement en 1904, une première pierre est posée pour le nouvel hôpital, conçu par William Pite, en 1909, sur son site actuel à Denmark Hill, au sud de la Tamise. Le déménagement à Denmark Hill permet à l'hôpital d'être plus proche de ses patients. Le bâtiment lui-même incorpore des principes de conception modernes : il permet une ventilation adéquate, il y a des horloges électriques partout, il contient ce qui est alors seulement la deuxième installation téléphonique interne au Royaume-Uni, et il produit sa propre énergie grâce à l'utilisation de moteurs diesel.
La formation préclinique des étudiants en médecine est sous la responsabilité du King's College de Londres, tandis que la formation médicale avancée a lieu à l'hôpital, sous les auspices d'une nouvelle école de médecine du King's College Hospital. Pendant la Première Guerre mondiale, une grande partie de l'hôpital est réquisitionnée par le Bureau de la Guerre pour créer le 4th London General Hospital, un établissement permettant au Royal Army Medical Corps de soigner les blessés militaires. Une école dentaire est créée sur le même site en 1923. À cette époque, la plupart des patients sont encore pauvres et très vulnérables aux maladies contagieuses telles que la tuberculose. En 1937, l'aile privée Guthrie est créée grâce à un don de la Stock Exchange Dramatic and Operatic Society pour que les patients plus riches puissent profiter de salles moins fréquentées. Pendant la Seconde Guerre mondiale, l'hôpital est utilisé pour soigner les victimes des raids aériens. Il n'est jamais visé par un coup direct majeur. L'hôpital est le lieu de naissance de la reine Camilla en 1947.

### Modernisation après la Seconde guerre mondiale

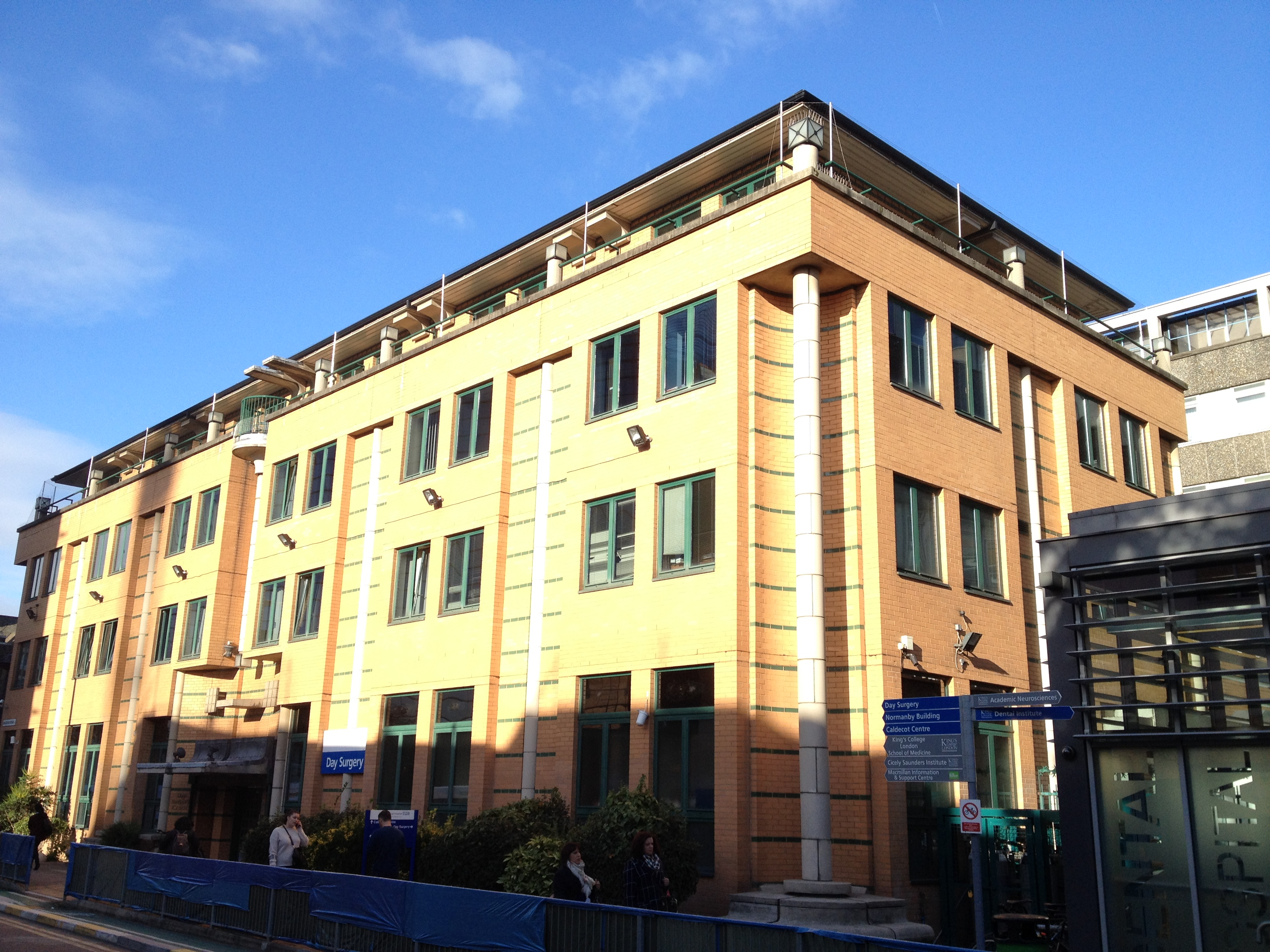
Le bâtiment de chirurgie ambulatoire de l'hôpital.

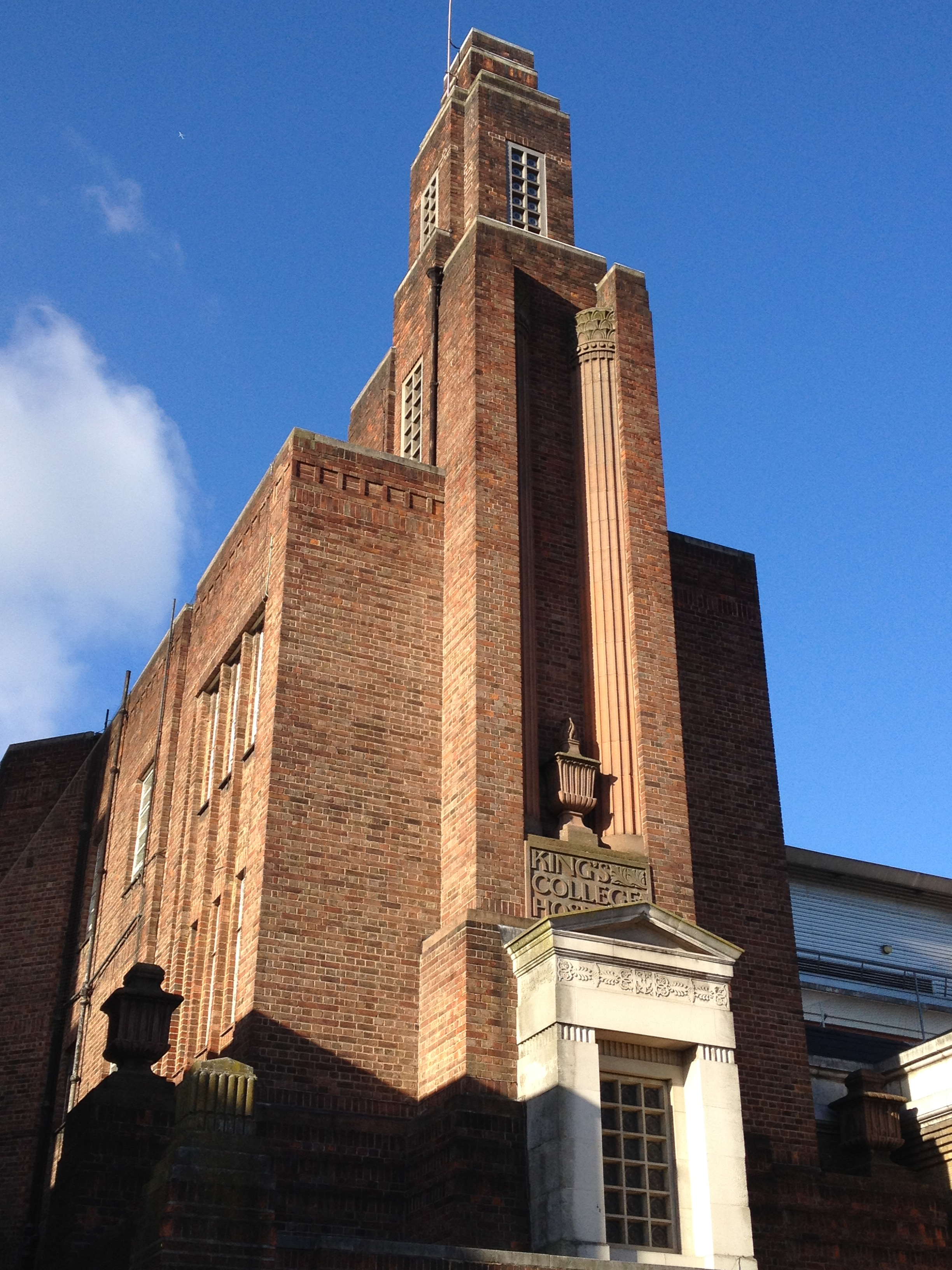
King's College Hospital, entrée de l'aile privée Guthrie.

À la suite de la création du National Health Service (NHS) en 1948, King's obtient le statut d'hôpital universitaire. En 1974, avec la réorganisation du NHS, King's devient le centre de gestion de tous les services de santé dans sa zone de chalandise. L'école de médecine de l'hôpital est réunie avec le King's College de Londres en 1983 pour former la King's College School of Medicine and Dentistry. Un centre de formation médicale, le Weston Education Centre, est spécialement conçu en 1997 pour accueillir une bibliothèque médicale et des salles informatiques d'accès public pour les étudiants, ainsi que des conférences, des symposiums et des événements de formation professionnelle. En 1998, la King's College School of Medicine and Dentistry fusionne avec les United Medical and Dental Schools (UMDS) des hôpitaux Guy's et St Thomas' pour former la Guy's, King's and St Thomas' School of Medicine, communément abrégée en GKT.
L'aile Golden Jubilee, destinée à accueillir un certain nombre de cliniques externes ainsi que des suites de thérapie pour la parole et le langage, l'ergothérapie et la physiothérapie, est achetée dans le cadre d'un contrat d'initiative de financement privé en 2000. Les travaux, qui sont coréalisés par les entreprises Costain et Skanska pour un coût de 50 millions de livres sterling, sont achevés en 2002.
En décembre 2013, il est annoncé qu'un projet de fusion avec Guy's et St Thomas' et South London et Maudsley NHS Foundation Trusts a été suspendu en raison de doutes sur la réaction de la Commission de la concurrence.
En octobre 2013, le King's reprend la gestion du Princess Royal University Hospital après la dissolution du South London Healthcare NHS Trust, pour former le King's College Hospital NHS Foundation Trust, communément abrégé en Trust. Lors de Noël 2013, 8 patients attendent sur des brancards pendant plus de 12 h pour être admis, soit le plus grand nombre d'attentes en Angleterre.

## Installations
L'hôpital est situé principalement sur Bessemer Road, qui est entièrement contenue dans l'enceinte de l'hôpital. Bien que l'entrée de l'aile Hambleden, de style classique, soit toujours l'entrée principale officielle, l'entrée de l'aile Golden Jubilee, environ 100 m au nord-est, est devenue l'entrée principale de facto, car elle se trouve juste en face de Caldecot Road (où les piétons arrivent par l'arrêt de bus de la ligne Coldharbour) et parce que les places de stationnement des ambulances se trouvent juste devant. L'entrée A&E sans rendez-vous se situe sur Bessemer Road (anciennement située sur Denmark Hill), à côté de l'aile Golden Jubilee, de l'entrée de l'aile Danemark et des admissions ambulance sur Denmark Hill ; il n'y a pas d'accès patient non accompagné entre A&E et le reste de l'hôpital. Sur Bessemer Road se trouve l'entrée de l'aile Bessemer. L'entrée de l'aile Cheyne se trouve sur une voie de service sans nom au sud-ouest du bâtiment principal.
Le Trust est l'un des premiers ensembles d'hôpitaux à introduire un service Wi-Fi public complet et gratuit.
Une nouvelle unité de soins ambulatoires de 48 cabinets de consultation et 8 salles d'intervention est construite en 2022 par la société Premier Modular Ltd, qui utilise des méthodes de construction hors site sur un site très contraint.

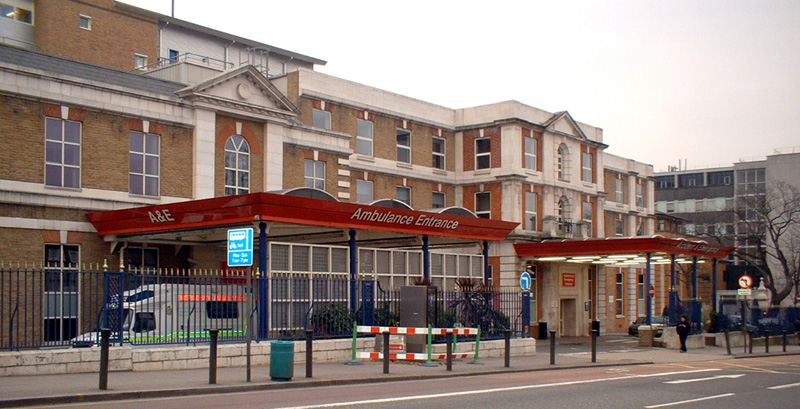
Entrée des ambulances.

## Campus
De l'autre côté de l'A215 (Danemark Hill) se trouve l'hôpital psychiatrique Maudsley, qui a des liens étroits avec King's. De nombreux médecins de King's collaborent avec leurs collègues universitaires en psychiatrie pour mener des recherches sur des maladies telles que la maladie de Parkinson et la maladie du motoneurone. 
Le campus de Denmark Hill se trouve également sur Denmark Hill. Le campus principal de Strand se trouve plus loin le long de la ligne de bus 68 à Aldwych. La gare la plus proche est la gare de Denmark Hill.

## Médias
L'hôpital est le sujet du documentaire de Channel 4 24 Hours in A&E diffusé du 11 mai 2011 au 16 juin 2014. Le documentaire se concentre sur le service des accidents et des urgences de l'hôpital et est filmé à l'aide de 70 caméras différentes, stratégiquement placées pour capturer le fonctionnement du service sans interférence. Il est également été présenté dans le documentaire Drinking to Oblivion de Louis Theroux en 2016.

## Anciens élèves notables
- William Fergusson (en) (1808–1877), chirurgien ayant introduit la pratique de l'amputation conservatrice.
- William Bowman (1816–1892), chirurgien ophtalmique ayant aidé à fonder la Société d'ophtalmologie du Royaume-Uni.
- Henry Lee (en) (1817–1898), chirurgien, pathologiste et syphilologue.
- Joseph Lister (1827–1912), pionnier de la chirurgie antiseptique.
- David Ferrier (1843–1928), pionnier de la neurologie expérimentale.
- Victor Negus (en) (1887–1974), laryngologue et anatomiste comparatif.
- Robert Daniel Lawrence (en) (1892–1968), cofondateur de Diabetes UK (en).
- Robert McCance (en) (1898–1993), pédiatre, physiologiste, biochimiste et nutritionniste ayant travaillé sur les effets de la carence en sel, le mécanisme de régulation du fer, la composition chimique des aliments et la nutrition moderne.
- Dhani Prem (en) (1904–1979), premier conseiller asiatique de Birmingham décoré de la Padma Shri[15].
- Audrey Smith (en) (1915–1981, cryobiologiste ayant découvert les propriétés du glycérol pour protéger les globules rouges humains pendant la congélation.
- James W. Black (1924–2010), lauréat du prix Nobel de médecine 1988 pour sa contribution à la découverte de principes importants pour le traitement de la toxicomanie.
- John Leonard Dawson (en) (1932–1999), sergent chirurgien de la maison royale du Royaume-Uni.
- Reita Faria (1943-), mannequin indienne et Miss Monde 1966.
- Andy Williams (en) (1964-), chirurgien du genou et du sport spécialisé dans les blessures ligamentaires, connu pour soigner les footballeurs de Premier League.